# Effodeildin (2017)
W roku 2017 odbyła się 75. edycja Effodeildin – pierwszej ligi piłki nożnej Wysp Owczych. W rozgrywkach wzięło udział 10 klubów z całego archipelagu. Od 2012 roku sponsorem tytularnym ligi jest rodzima firma Effo, produkująca oleje silnikowe oraz paliwa.
Spośród dziesięciu zespołów biorących udział w rozgrywkach jedna drużyna (ÍF Fuglafjørður) po końcu sezonu spadła do 1.deild – niższego poziomu rozgrywek na Wyspach Owczych.

## Uczestnicy
| Uczestnicy Effodeildin 2016                                                                                   | Uczestnicy Effodeildin 2016 | Uczestnicy Effodeildin 2016 | Uczestnicy Effodeildin 2016 |
| --- | --------------------------- | --------------------------- | --------------------------- |
| VÍK | Víkingur Gøta               | 1                           |                             |
| KÍ | KÍ Klaksvík                 | 2                           |                             |
| NSÍ | NSÍ Runavík                 | 3                           |                             |
| B36 | B36 Tórshavn                | 4                           |                             |
| HB | HB Tórshavn                 | 5                           |                             |
| ÍF | ÍF Fuglafjørður             | 6                           |                             |
| SKÁ | Skála ÍF                    | 8                           |                             |
| Nowi uczestnicy                                                                                               |                             |                             |                             |
| TFR | TB/FC Suðuroy/Royn          |                             |                             |
| Awans z 1. deild 2016                                                                                         |                             |                             |                             |
| EBS | EB/Streymur                 | 1                           |                             |
| 07V | 07 Vestur                   | 2                           |                             |
| Oznaczenia: - kolumna pierwsza – skróty nazw drużyn, - kolumna trzecia – miejsce zajęte w poprzednim sezonie. |                             |                             |                             |

## Rozgrywki

### Tabela
| Lp. | Drużyna             | M  | Z  | R  | P  | Bramki | Bramki | Różn. | Pkt | Uwagi                                       |
| --- | ------------------- | -- | -- | -- | -- | ------ | ------ | ----- | --- | ------------------------------------------- |
| 1   | Víkingur Gøta       | 27 | 15 | 7  | 5  | 62     | 33     | +29   | 52  | Liga Mistrzów UEFA • I runda kwalifikacyjna |
| 2   | KÍ Klaksvík         | 27 | 14 | 10 | 3  | 50     | 26     | +24   | 52  | Liga Europy UEFA • Runda wstępna            |
| 3   | B36 Tórshavn        | 27 | 13 | 9  | 5  | 62     | 39     | +23   | 48  | Liga Europy UEFA • Runda wstępna            |
| 4   | NSÍ Runavík1        | 27 | 13 | 7  | 7  | 57     | 35     | +22   | 46  | Liga Europy UEFA • I runda kwalifikacyjna   |
| 5   | HB Tórshavn         | 27 | 10 | 9  | 8  | 43     | 31     | +12   | 39  |                                             |
| 6   | Skála ÍF            | 27 | 8  | 9  | 10 | 31     | 40     | −9    | 33  |                                             |
| 7   | EB/Streymur         | 27 | 9  | 5  | 13 | 34     | 49     | −15   | 32  |                                             |
| 8   | TB/FC Suðuroy/Royn  | 27 | 8  | 5  | 14 | 31     | 45     | −14   | 29  |                                             |
| 9   | 07 Vestur           | 27 | 8  | 4  | 15 | 37     | 59     | −22   | 28  |                                             |
| 10  | ÍF Fuglafjørður (S) | 27 | 3  | 3  | 21 | 23     | 73     | −50   | 12  | Spadek do 1. deild2                         |

### Miejsca po danych kolejkach
| Drużyna / Kolejka  |    |    |    |    |    |    |    |    |    |    |    |    |    |    |    |    |    |    |    |    |    |    |    |    |    |    |    |
| Drużyna / Kolejka  | 1  | 2  | 3  | 4  | 5  | 6  | 7  | 8  | 9  | 10 | 11 | 12 | 13 | 14 | 15 | 16 | 17 | 18 | 19 | 20 | 21 | 22 | 23 | 24 | 25 | 26 | 27 |
| ------------------ | -- | -- | -- | -- | -- | -- | -- | -- | -- | -- | -- | -- | -- | -- | -- | -- | -- | -- | -- | -- | -- | -- | -- | -- | -- | -- | -- |
| Víkingur Gøta      | 3  | 3  | 1  | 1  | 2  | 1  | 1  | 2  | 2  | 2  | 2  | 1  | 1  | 1  | 1  | 1  | 1  | 1  | 1  | 1  | 1  | 1  | 1  | 1  | 1  | 1  | 1  |
| KÍ Klaksvík        | 7  | 6  | 3  | 3  | 3  | 3  | 2  | 1  | 1  | 1  | 1  | 2  | 2  | 2  | 2  | 2  | 3  | 3  | 3  | 2  | 2  | 2  | 3  | 2  | 3  | 2  | 2  |
| B36 Tórshavn       | 3  | 5  | 7  | 5  | 8  | 5  | 6  | 6  | 4  | 4  | 6  | 6  | 5  | 4  | 4  | 4  | 4  | 4  | 4  | 4  | 3  | 3  | 2  | 3  | 2  | 3  | 3  |
| NSÍ Runavík        | 3  | 8  | 8  | 8  | 5  | 4  | 4  | 3  | 3  | 3  | 3  | 3  | 3  | 3  | 3  | 3  | 2  | 2  | 2  | 3  | 4  | 4  | 4  | 4  | 4  | 4  | 4  |
| HB Tórshavn        | 1  | 2  | 4  | 4  | 4  | 6  | 5  | 5  | 6  | 5  | 4  | 4  | 6  | 6  | 6  | 5  | 5  | 5  | 5  | 5  | 5  | 5  | 5  | 5  | 5  | 5  | 5  |
| Skála ÍF           | 7  | 7  | 9  | 10 | 10 | 9  | 8  | 9  | 7  | 8  | 8  | 9  | 8  | 7  | 8  | 8  | 8  | 7  | 8  | 8  | 7  | 7  | 6  | 6  | 7  | 6  | 6  |
| EB/Streymur        | 3  | 9  | 6  | 7  | 9  | 10 | 10 | 8  | 8  | 7  | 7  | 7  | 7  | 8  | 7  | 7  | 6  | 6  | 7  | 7  | 8  | 8  | 7  | 8  | 8  | 8  | 7  |
| TB/FC Suðuroy/Royn | 2  | 1  | 2  | 2  | 1  | 2  | 3  | 4  | 5  | 6  | 5  | 5  | 4  | 5  | 5  | 6  | 7  | 8  | 6  | 6  | 6  | 6  | 8  | 7  | 6  | 7  | 8  |
| 07 Vestur          | 10 | 10 | 10 | 9  | 6  | 7  | 7  | 7  | 9  | 9  | 9  | 8  | 9  | 9  | 9  | 9  | 9  | 9  | 9  | 9  | 9  | 9  | 9  | 9  | 9  | 9  | 9  |
| ÍF Fuglafjørður    | 9  | 4  | 5  | 6  | 7  | 8  | 9  | 10 | 10 | 10 | 10 | 10 | 10 | 10 | 10 | 10 | 10 | 10 | 10 | 10 | 10 | 10 | 10 | 10 | 10 | 10 | 10 |

## Wyniki spotkań

### Regularne spotkania
| Gospodarz \ Gość   | 07V | B36 | EBS | HB  | ÍF    | KÍ  | NSÍ | SKÁ | TFR | VÍK |
| 07 Vestur          |     | 4:3 | 2:2 | 1:4 | 3:2   | 0:2 | 0:7 | 1:1 | 0:1 | 2:4 |
| B36 Tórshavn       | 4:0 |     | 1:0 | 2:2 | 4:0   | 1:1 | 2:2 | 2:1 | 3:0 | 3:5 |
| EB/Streymur        | 0:2 | 0:0 |     | 1:0 | 2:4   | 2:1 | 0:3 | 1:2 | 1:0 | 1:5 |
| HB Tórshavn        | 2:0 | 2:2 | 2:3 |     | 4:2   | 2:1 | 4:1 | 1:2 | 2:1 | 2:2 |
| ÍF Fuglafjørður    | 0:1 | 1:5 | 3:1 | 0:0 |       | 1:4 | 0:3 | 0:1 | 0:4 | 1:1 |
| KÍ Klaksvík        | 1:0 | 1:5 | 1:0 | 1:0 | 3:1   |     | 2:2 | 0:0 | 4:1 | 1:1 |
| NSÍ Runavík        | 4:0 | 1:1 | 1:1 | 1:0 | 3:0   | 2:2 |     | 1:1 | 4:0 | 0:1 |
| Skála ÍF           | 0:1 | 2:2 | 3:2 | 0:0 | 0:0   | 1:2 | 2:1 |     | 2:2 | 1:2 |
| TB/FC Suðuroy/Royn | 3:1 | 3:2 | 1:2 | 0:0 | 3:0wo | 1:2 | 1:3 | 2:0 |     | 0:3 |
| Víkingur Gøta      | 2:2 | 1:1 | 1:2 | 1:3 | 4:0   | 2:2 | 1:2 | 1:0 | 3:0 |     |

Aktualne na 28 października 2017. Źródło: FaroeSoccer.com
Objaśnienia:
1Drużyna gospodarzy jest wymieniona po lewej stronie tabeli.
Kolory: zielony – zwycięstwo gospodarzy, żółty – remis, różowy – zwycięstwo gości.

### Dodatkowe spotkania
| Gospodarz \ Gość   | 07V | B36 | EBS | HB  | ÍF  | KÍ  | NSÍ | SKÁ | TFR | VÍK |
| 07 Vestur          |     |     |     |     |     | 1:1 | 2:3 | 5:0 | 3:1 |     |
| B36 Tórshavn       | 2:0 |     |     |     | 5:2 | 1:3 | 2:0 |     |     |     |
| EB/Streymur        | 3:0 | 1:2 |     | 2:1 |     |     |     |     | 2:2 | 0:1 |
| HB Tórshavn        | 3:0 | 1:1 |     |     |     |     |     |     | 3:1 | 1:2 |
| ÍF Fuglafjørður    | 1:5 |     | 1:2 | 2:1 |     |     | 0:2 |     |     | 1:5 |
| KÍ Klaksvík        |     |     | 6:0 | 0:0 | 4:0 |     | 3:1 |     |     |     |
| NSÍ Runavík        |     |     | 3:2 | 2:3 |     |     |     | 3:4 |     | 2:1 |
| Skála ÍF           |     | 2:3 | 1:1 | 0:0 | 2:1 | 1:2 |     |     |     |     |
| TB/FC Suðuroy/Royn |     | 0:1 |     |     | 1:0 | 0:0 | 0:0 | 0:2 |     |     |
| Víkingur Gøta      | 3:1 | 4:2 |     |     |     | 0:0 |     | 4:0 | 2:3 |     |

Aktualne na 28 października 2017. Źródło: FaroeSoccer.com
Objaśnienia:
1Drużyna gospodarzy jest wymieniona po lewej stronie tabeli.
Kolory: zielony – zwycięstwo gospodarzy, żółty – remis, różowy – zwycięstwo gości.

## Stadiony
| Lp. | Miejscowość  | Stadion                   | Klub                     | Pojemność | Zdjęcie                   |
| --- | ------------ | ------------------------- | ------------------------ | --------- | ------------------------- |
| 1   | Fuglafjørður | Fløtugerði                | ÍF Fuglafjørður          | 3000      |                           |
| 2   | Klaksvík     | Injector Arena            | KÍ Klaksvík              | 3000      |                           |
| 3   | Norðragøta   | Serpugerði                | Víkingur Gøta            | 2000      |                           |
| 4   | Runavík      | Við Løkin                 | NSÍ Runavík              | 2000      | Við Løkin                 |
| 5   | Sandavágur   | á Dungasandi              | 07 Vestur                | 2000      |                           |
| 6   | Skáli        | Mýruhjalla                | Skála ÍF                 | 2000      | Mýruhjalla                |
| 7   | Streymnes    | Við Margáir               | EB/Streymur              | 1000      |                           |
| 8   | Tórshavn     | Gundadalur (Ovari Vøllur) | B36 Tórshavn HB Tórshavn | 5000      | Gundadalur (Ovari Vøllur) |
| 9   | Trongisvágur | Við Stórá                 | TB/FC Suðuroy/Royn       | 4000      | Við Stórá                 |

## Trenerzy i kapitanowie
| Klub               | Trener                           | Trener                  | Kapitan                | Kapitan |
| ------------------ | -------------------------------- | ----------------------- | ---------------------- | ------- |
| 07 Vestur          | Sigtór Asbjørn Petersen          | od 21 września 2017     | Holgar Durhuus         |         |
| B36 Tórshavn       | Jákup á Borg                     | od marca 2017           | Odmar Færø             |         |
| EB/Streymur        | Heðin Askham                     | od 24 października 2016 | Rógvi Nielsen          |         |
| HB Tórshavn        | Sigfríður Skaale Clementsen      | od 26 października 2016 | Jóhan Davidsen         |         |
| ÍF Fuglafjørður    | Albert Ellefsen Oddbjørn Joensen | od sierpnia 2017        | Bogi Petersen          |         |
| KÍ Klaksvík        | Mikkjal Thomassen                | od 13 listopada 2014    | Jonas Flindt Rasmussen |         |
| NSÍ Runavík        | Anders Gerber                    | od 20 grudnia 2015      | Klæmint Olsen          |         |
| Skála ÍF           | Pauli Poulsen                    | od 17 czerwca 2014      | Pætur Jacobsen         |         |
| TB/FC Suðuroy/Royn | Maurice Ross                     | od 3 lutego 2017        | Rógvi Joensen          |         |
| Víkingur Gøta      | Sámal Erik Hentze                | od 16 września 2015     | Atli Gregersen         |         |

### Zmiany trenerów
| Klub                | Były trener      | Data odejścia        | Powód | Nowy trener                      | Data zatrudnienia    |
| ------------------- | ---------------- | -------------------- | ----- | -------------------------------- | -------------------- |
| Przed sezonem       |                  |                      |       |                                  |                      |
| B36 Tórshavn        | Eyðun Klakstein  | 17 października 2016 |       | Jákup á Borg                     | 17 października 2016 |
| EB/Streymur         | Olgar Danielsen  | 24 października 2016 |       | Heðin Askham                     | 24 października 2016 |
| HB Tórshavn         | Jan Dam          | 26 października 2016 |       | Sigfríður Clementsen             | 26 października 2016 |
| 07 Vestur           | Hegga Samuelsen  | 24 października 2016 |       | Trygvi Mortensen                 | 27 października 2016 |
| W trakcie rozgrywek |                  |                      |       |                                  |                      |
| ÍF Fuglafjørður     | Jákup Mikkelsen  | 7 sierpnia 2017      |       | Albert Ellefsen                  | sierpień 2017        |
| ÍF Fuglafjørður     | Albert Ellefsen  | sierpień 2017        |       | Albert Ellefsen Oddbjørn Joensen | sierpień 2017        |
| 07 Vestur           | Trygvi Mortensen | 21 września 2017     |       | Sigtór Asbjørn Petersen          | 21 września 2017     |

## Sędziowie
Następujący arbitrzy sędziowali poszczególne mecze Effodeildin 2017:
| Kraj        | Imię i nazwisko        | Klub          | Data urodzenia | Debiut w Effodeildin | Mecze w Effodeildin | Mecze w sezonie 2017 |
| ----------- | ---------------------- | ------------- | -------------- | -------------------- | ------------------- | -------------------- |
| Wyspy Owcze | Bjarki Danielsen       | NSÍ Runavík   | 29.10.1984     | 2017                 | 0                   | 1                    |
| Wyspy Owcze | Ransin Djurhuus        | HB Tórshavn   | 09.09.1981     | 2006                 | 157                 | 14                   |
| Wyspy Owcze | Jóhan Hendrik Ellefsen | MB Miðvágur   | 05.08.1987     | 2017                 | 0                   | 1                    |
| Wyspy Owcze | Dagfinn Forná          | NSÍ Runavík   | 30.03.1979     | 2001                 | 228                 | 18                   |
| Wyspy Owcze | Rúni Gaardbo           | B68 Toftir    | 27.11.1977     | 2003                 | 169                 | 12                   |
| Wyspy Owcze | Kári á Høvdanum        | Víkingur Gøta | 06.04.1990     | 2014                 | 32                  | 17                   |
| Wyspy Owcze | Lars Müller            | Royn Hvalba   | 28.08.1973     | 2000                 | 181                 | 15                   |
| Wyspy Owcze | Eiler Rasmussen        | Skála ÍF      | 20.05.1977     | 1997                 | 269                 | 17                   |
| Wyspy Owcze | Petur Reinert          | Víkingur Gøta | 28.02.1978     | 1999                 | 252                 | 16                   |
| Brazylia    | Alex Troleis           | B68 Toftir    | 04.06.1980     | 2011                 | 69                  | 19                   |

Prócz nich niektóre mecze gościnnie sędziowali arbitrzy z innych lig europejskich:
| Kraj      | Imię i nazwisko          | Liga          | Data urodzenia | Mecze w sezonie 2017 |
| --------- | ------------------------ | ------------- | -------------- | -------------------- |
| Norwegia  | Sivert Amland            | 1. divisjon   | 17.01.1993     | 1                    |
| Islandia  | Jóhann Ingi Jónsson      | Úrvalsdeild   | 09.07.1985     | 1                    |
| Finlandia | Atte Jussila             | Veikkausliiga | 24.06.1991     | 1                    |
| Szwecja   | Nermin Cisic             | Allsvenskan   | 16.02.1983     | 1                    |
| Islandia  | Sigurður Óli Þórleifsson | Úrvalsdeild   | 18.11.1975     | 1                    |

## Statystyki

### Bramki, kartki
| Kolejka             | Rozegrane mecze | Strzelone gole | Średnia goli na mecz | Pokazane kartki        | Pokazane kartki        | Średnia kartek na mecz | Kolejka         | Rozegrane mecze | Strzelone gole  | Średnia goli na mecz | Pokazane kartki        | Pokazane kartki        | Średnia kartek na mecz |
| ------------------- | --------------- | -------------- | -------------------- | ---------------------- | ---------------------- | ---------------------- | --------------- | --------------- | --------------- | -------------------- | ---------------------- | ---------------------- | ---------------------- |
| 1                   | 5               | 9              | 1,8                  | 30                     | 2                      | 6,4                    | 15              | 5               | 22              | 4,4                  | 13                     | 1                      | 2,8                    |
| 2                   | 5               | 8              | 1,6                  | 20                     | 0                      | 4,0                    | 16              | 5               | 13              | 2,6                  | 13                     | 1                      | 2,8                    |
| 3                   | 5               | 8              | 1,6                  | 16                     | 1                      | 3,4                    | 17              | 5               | 19              | 3,8                  | 16                     | 2                      | 3,6                    |
| 4                   | 5               | 17             | 3,4                  | 17                     | 0                      | 3,4                    | 18              | 5               | 13              | 2,6                  | 16                     | 1                      | 3,4                    |
| 5                   | 5               | 12             | 2,4                  | 23                     | 1                      | 4,8                    | 19              | 5               | 18              | 3,6                  | 21                     | 2                      | 4,6                    |
| 6                   | 5               | 15             | 3,0                  | 15                     | 1                      | 3,2                    | 20              | 5               | 14              | 2,8                  | 15                     | 0                      | 3,0                    |
| 7                   | 5               | 13             | 2,6                  | 14                     | 1                      | 3,0                    | 21              | 5               | 20              | 4,0                  | 11                     | 1                      | 3,0                    |
| 8                   | 5               | 14             | 2,8                  | 14                     | 0                      | 2,8                    | 22              | 5               | 20              | 4,0                  | 14                     | 0                      | 2,8                    |
| 9                   | 5               | 16             | 3,2                  | 9                      | 0                      | 1,8                    | 23              | 5               | 14              | 2,8                  | 19                     | 0                      | 3,8                    |
| 10                  | 5               | 16             | 3,2                  | 14                     | 0                      | 2,8                    | 24              | 5               | 17              | 3,4                  | 10                     | 0                      | 2,0                    |
| 11                  | 5               | 23             | 4,6                  | 13                     | 0                      | 2,6                    | 25              | 5               | 21              | 4,2                  | 12                     | 0                      | 2,4                    |
| 12                  | 5               | 18             | 3,6                  | 22                     | 2                      | 4,8                    | 26              | 5               | 17              | 3,4                  | 16                     | 1                      | 3,4                    |
| 13                  | 5               | 19             | 3,8                  | 19                     | 1                      | 4,0                    | 27              | 5               | 17              | 3,4                  | 13                     | 1                      | 2,8                    |
| 14                  | 5               | 17             | 3,4                  | 21                     | 2                      | 4,6                    |                 |                 |                 |                      |                        |                        |                        |
| Podsumowanie sezonu |                 |                |                      |                        |                        |                        |                 |                 |                 |                      |                        |                        |                        |
| Rozegrane mecze     | Rozegrane mecze | Strzelone gole | Strzelone gole       | Średnia bramek na mecz | Średnia bramek na mecz | Średnia bramek na mecz | Pokazane kartki | Pokazane kartki | Pokazane kartki | Pokazane kartki      | Średnia kartek na mecz | Średnia kartek na mecz | Średnia kartek na mecz |
| 135                 | 135             | 427            | 427                  | 3,2                    | 3,2                    | 3,2                    | 436             | 436             | 21              | 21                   | 3,4                    | 3,4                    | 3,4                    |

### Najlepsi strzelcy
Stan na 28 października 2017
| Bramki | Strzelcy                 | Drużyna            |
| ------ | ------------------------ | ------------------ |
| 17     | Adeshina Lawal           | Víkingur Gøta      |
| 16     | Patrik Johannesen        | B36 Tórshavn       |
| 16     | Klæmint Olsen            | NSÍ Runavík        |
| 11     | Páll Klettskarð          | KÍ Klaksvík        |
| 11     | Sølvi Vatnhamar          | Víkingur Gøta      |
| 10     | Albert Adu               | KÍ Klaksvík        |
| 10     | Búi Egilsson             | TB/FC Suðuroy/Royn |
| 10     | Michał Przybylski        | Skála ÍF           |
| 10     | Aleksandar Stankow       | HB Tórshavn        |
| 9      | Árni Frederiksberg       | NSÍ Runavík        |
| 9      | Søren Nielsen            | 07 Vestur          |
| 9      | Sebastian Pingel         | HB Tórshavn        |
| 8      | Jóannes Bjartalíð        | KÍ Klaksvík        |
| 8      | Pól Jóhannus Justinussen | NSÍ Runavík        |
| 8      | Jón Poulsen              | TB/FC Suðuroy/Royn |
| 7      | Brian Jacobsen           | Skála ÍF           |
| 7      | Róaldur Jakobsen         | B36 Tórshavn       |
| 6      | Jann Benjaminsen         | NSÍ Runavík        |
| 6      | Łukasz Cieślewicz        | B36 Tórshavn       |
| 6      | Øssur Dalbúð             | HB Tórshavn        |
| 6      | John Frederiksen         | 07 Vestur          |
| 6      | Gert Hansen              | Víkingur Gøta      |
| 6      | Benjamin Heinesen        | B36 Tórshavn       |
| 6      | Petur Knudsen            | NSÍ Runavík        |
| 6      | Dánjal á Lakjuni         | ÍF Fuglafjørður    |
| 6      | Leif Niclasen            | EB/Streymur        |
| 6      | Gunnar Vatnhamar         | Víkingur Gøta      |
| 5      | 5 zawodników             | 5 zawodników       |
| 4      | 8 zawodników             | 8 zawodników       |
| 3      | 9 zawodników             | 9 zawodników       |
| 2      | 21 zawodników            | 21 zawodników      |
| 1      | 47 zawodników            | 47 zawodników      |
| sam.   | 18 zawodników            | 18 zawodników      |

### Hat-tricki
| Gracz                      | Dla                | Przeciwko       | Rezultat | Data             |
| -------------------------- | ------------------ | --------------- | -------- | ---------------- |
| Búi Egilsson               | TB/FC Suðuroy/Royn | ÍF Fuglafjørður | 4:0      | 3 czerwca 2017   |
| Páll Klettskarð (4 bramki) | KÍ Klaksvík        | ÍF Fuglafjørður | 4:0      | 16 września 2017 |
| John Frederiksen           | 07 Vestur          | Skála ÍF        | 5:0      | 16 września 2017 |
| John Frederiksen           | 07 Vestur          | B36 Tórshavn    | 4:3      | 25 września 2017 |

## Nagrody
Na koniec sezonu farerski związek FSF Føroya przyznał nagrody dla najlepszych zawodników. Ostateczne wyniki prezentowały się następująco:
| Nagroda            | Zwycięzca             | Zwycięzca     | Nominowani         | Nominowani    |
| Nagroda            | Piłkarz               | Drużyna       | Piłkarz            | Drużyna       |
| ------------------ | --------------------- | ------------- | ------------------ | ------------- |
| Piłkarz Roku       | Sølvi Vatnhamar       | Víkingur Gøta | Odmar Færø         | B36 Tórshavn  |
| Piłkarz Roku       | Sølvi Vatnhamar       | Víkingur Gøta | Adeshina Lawal     | Víkingur Gøta |
| Młody Piłkarz Roku | Michał Przybylski     | Skála ÍF      | Betuel Hansen      | NSÍ Runavík   |
| Młody Piłkarz Roku | Michał Przybylski     | Skála ÍF      | Bartal Wardum      | HB Tórshavn   |
| Bramkarz Roku      | Símun Hansen          | NSÍ Runavík   | Trygvi Askham      | EB/Streymur   |
| Bramkarz Roku      | Símun Hansen          | NSÍ Runavík   | Teitur Gestsson    | HB Tórshavn   |
| Obrońca Roku       | Odmar Færø            | B36 Tórshavn  | Atli Gregersen     | Víkingur Gøta |
| Obrońca Roku       | Odmar Færø            | B36 Tórshavn  | Jonas Rasmussen    | KÍ Klaksvík   |
| Pomocnik Roku      | Sølvi Vatnhamar       | Víkingur Gøta | Árni Frederiksberg | NSÍ Runavík   |
| Pomocnik Roku      | Sølvi Vatnhamar       | Víkingur Gøta | Róaldur Jakobsen   | B36 Tórshavn  |
| Napastnik Roku     | Adeshina Lawal        | Víkingur Gøta | Patrik Johannesen  | B36 Tórshavn  |
| Napastnik Roku     | Adeshina Lawal        | Víkingur Gøta | Klæmint Olsen      | NSÍ Runavík   |
| Trener Roku        | Sámal Erik Hentze     | Víkingur Gøta | Heðin Askham       | EB/Streymur   |
| Trener Roku        | Sámal Erik Hentze     | Víkingur Gøta | Anders Gerber      | NSÍ Runavík   |
| Sędzia Roku        | Lars Müller           |               | Eiler Rasmussen    |               |
| Sędzia Roku        | Lars Müller           | Petur Reinert |                    |               |
| Reprezentant Roku  | Jóan Símun Edmundsson | Odense BK     | Hallur Hansson     | AC Horsens    |
| Reprezentant Roku  | Jóan Símun Edmundsson | Odense BK     | Gunnar Nielsen     | FH            |